# Brachydesmus hastatus
Brachydesmus hastatus är en mångfotingart som beskrevs av Pius Strasser 1966. Brachydesmus hastatus ingår i släktet Brachydesmus och familjen plattdubbelfotingar. Inga underarter finns listade i Catalogue of Life.